# Бинагадинский носорог
Бинагади́нский носоро́г (лат. Rhinoceros binagadensis или лат. Dicerorhinus binagadensis) — вымерший вид носорогов, живший во второй половине последнего ледникового периода (вюрм).

## История
В 1925 году В. В. Богачёв описал остатки носорога в слоях бакинского яруса.
Более полный скелет был обнаружен в 1938 году на месторождении битумов к юго-востоку от селения Бинагади (Бинагады), на Апшеронском полуострове..

## Описание
Был описан в 1955 году (и подробнее в 1960 году) Рагим-беком Джафаровым. Как и у современных носорогов у бинагадинского имелись два удлинённых рога, расположенных один за другим. Зубы бинагадинского носорога отличают его от азиатских видов и приближают к африканским.
В 2010 году скелет этого носорога был выставлен в Неаполе в Научном музее «Città della Scienza».

## Галерея
- Череп бинагадинского носорога. Музей истории Азербайджана, Баку
- Относительные размеры бинагадинского носорога и человека